# Ghost in the Shell (jeu vidéo)
Pour les articles homonymes, voir Ghost in the Shell (homonymie).
 (juillet 2017).
Si vous disposez d'ouvrages ou d'articles de référence ou si vous connaissez des sites web de qualité traitant du thème abordé ici, merci de compléter l'article en donnant les références utiles à sa vérifiabilité et en les liant à la section « Notes et références ».
Ghost in the Shell (攻殻機動隊 Ghost in the Shell, Kōkaku Kidōtai Ghost in the Shell) est un jeu vidéo d'action sorti en 1997 sur PlayStation. Le jeu a été développé par Exact puis édité par Sony, il se déroule dans l'univers du manga Ghost in the Shell de Masamune Shirow.

## Système de jeu
Le joueur est aux commandes d'un robot (appelé Fuchikoma) doté d'une intelligence artificielle, dans une aventure largement orientée action.
Ce robot de type araignée mécanique permet des déplacements au sol comme sur les murs et plafonds. Il y a ainsi possibilité de faire de la discrétion pour tuer des ennemis dans le dos ou depuis une hauteur. Il permet aussi un déplacement de type glissade pour aller plus vite. Il est plutôt bien armé avec une mitrailleuse et des petites roquettes.

## Bande-son
La musique du jeu a été créée par les DJ's Scan X (actuel membre du L.B.S. Crew avec Laurent Garnier et Benjamin Rippert), Derrick May et Joey Beltram (ambassadeur de la Techno de Détroit), ainsi que Takkyu Ishino. Le style musical du jeu est de type électronique.

## Postérité
En 2018, la rédaction du site Den of Geek mentionne le jeu en 9e position d'un top 60 des jeux PlayStation sous-estimés : « Offrant une liberté de mouvement peu commune à l'époque, Ghost in the Shell est largement considéré comme un des meilleurs jeux dérivés d'un anime, même s'il ne s'est pas très bien vendu à l'époque. »